# الیس کلارک
سر الیس امانوئل اینوسنت کلارک (انگلیسی: Sir Ellis Emmanuel Innocent Clarke؛ زاده ۲۸ دسامبر ۱۹۱۷ – درگذشته ۳۰ دسامبر ۲۰۱۰) یک سیاست‌مدار اهل ترینیداد و توباگو بود. وی از ۱ اوت ۱۹۷۶ تا ۱۹ مارس ۱۹۸۷ رئیس‌جمهور این کشور بود.
الیس کلارک در ۳۰ دسامبر ۲۰۱۰، دو روز پس از ۹۳ سالگی‌اش در پرت آو اسپاین درگذشت.